# FK Bregalnica Štip
Maillots
Actualités
Le Fudbalski Klub Bregalnica Štip (en macédonien : фудбалски клуб Брегалница Штип), plus couramment abrégé en Bregalnica Štip, est un club macédonien de football fondé en 1926 et basé dans la ville de Štip.
Il dispute le championnat de Macédoine de première division lors de la saison 2015-2016.

## Palmarès
| Compétitions nationales                                               |
| --------------------------------------------------------------------- |
| - Championnat de Macédoine D2 (2) : - Vainqueur : 1995-96 et 2003-04. |

## Personnalités du club

### Présidents du club
- Kiril Gogov

### Entraîneurs du club
| - Vlatko Kostov (1er juillet 2003 - février 2005) - Gordan Zdravkov (27 février 2005 - juin 2005) - Nikola Spasov (juillet 2005 - décembre 2005) - Kiril Dojčinovski (15 décembre 2005 - septembre 2006) - Sase Stefanov (1 octobre 2006 - décembre 2006) - Dragan Hristovski (8 décembre 2006 - juin 2010) - Nikola Kuzmanov (juillet 2010 - février 2011) - Dragan Hristovski (25 février 2011 - juin 2011) - Ilija Mitrov (2011) - Nikola Spasov (30 juillet 2011 - 19 octobre 2011) - Vlatko Davitkov (19 octobre 2011 - 27 octobre 2011) - Trajče Senev (27 octobre 2011 - 30 juin 2012) - Nikola Spasov (1 juillet 2012 - janvier 2013) - Dobrinko Ilievski (3 février 2013 - 20 décembre 2013) - Ali Güneş (23 décembre 2013 - 30 juin 2014) | - Gjore Jovanovski (1 juillet 2014 - 4 novembre 2014) - Dragan Hristovski (4 novembre 2014 - décembre 2014) - Nikola Spasov (4 novembre 2014 - décembre 2014) - Vlatko Kostov (4 janvier 2015 -29 août 2015) - Igor Stojanov (30 août 2015 - 14 septembre 2015) - Toni Jakimovski (15 septembre 2015 - 8 mars 2016) - Igor Stojanov (9 mars 2016 - 30 août 2016) - Yüksel Yeşilova (31 août 2016 - 3 novembre 2016) - Zdravko Cvetanoski (3 novembre 2016 - 14 mars 2017) - Nikola Kuzmanov (14 mars 2017 - novembre 2017) - Emil Grnev (décembre 2017 - 30 septembre 2018) - Zoran Shterjovski (octobre 2018 - 2019) - Dobrinko Ilievski (juillet 2019 - ) |